# Вальтер, Бруно
Бруно Ва́льтер (Bruno Walter, настоящее имя Bruno Walter Schlesinger; 15 сентября 1876, Берлин — 17 февраля 1962, Беверли-Хиллз) — немецкий оперный и симфонический дирижёр и пианист, с 1939 года жил в США.

## Биография
Бруно Вальтер Шлезингер родился в Берлине в состоятельной еврейской семье. Учился композиции и игре на фортепиано в консерватории Штерна в Берлине. В молодости выступал как пианист. В 1894 году в оперном театре Кёльна дебютировал в качестве дирижёра с оперой А. Лорцинга «Оружейник»). В 1894—1896 годах был концертмейстером, хормейстером и дирижёром в Гамбургской опере, где подружился с Густавом Малером. Работал в оперных театрах Бреслау (в 1896—1897 годах) и Пресбурга (в 1897—1898 годах). В 1898 году принял христианство, после чего получил место первого капельмейстера Рижской оперы, где работал до 1900 года; одновременно преподавал клавир в Рижском музыкальном училище, основанном Г. Гижицким, выступал как пианист с сонатными вечерами и в ансамбле. В 1900 году вернулся в Берлин, получив пост в Берлинской Королевской опере. С 1901 года сотрудничал с Густавом Малером в Венской Придворной опере; оставался в театре и после ухода Малера, вплоть до 1912 года; с 1911 года одновременно руководил венской Певческой академией. В 1910 году принял австрийское подданство.
В 1909—1913 годах Бруно Вальтер предпринял свои первые зарубежные гастроли — в Лондоне, Риме и Москве. В 1911 году взял себе сценический псевдоним, превратив в фамилию своё второе имя — Вальтер.
Именно Бруно Вальтеру Малер доверил первое исполнение своей «Песни о Земле», — премьера состоялась в 1911 году в Мюнхене уже после смерти композитора; в следующем году он дирижировал и премьерой Девятой симфонии Малера. В 1912 году он стал преемником Феликса Мотля на посту генеральмузикдиректора Мюнхена, занимал этот пост до 1922 года.
В 1920 году Бруно Вальтер стал первым именитым зарубежным дирижёром, посетившим с гастролями Советскую Россию. С 1922 года много гастролировал в Европе, преимущественно в Англии, Франции, Нидерландах (с оркестром Консертгебау), Италии; в 1923—1925 годах предпринял большую гастрольную поездку по Соединённым Штатам; в 1924—1931 годах руководил Немецкими сезонами в театре Ковент-Гарден (Лондон). На протяжении 1923—1933 годов он регулярно выступал с абонементными концертами в Берлинской филармонии.
С 1925 года Бруно Вальтер возглавлял Городскую оперу в Берлине; в 1929 году нацистские выходки заставили его (как позже и Отто Клемперера) покинуть Берлин; в 1929—1933 годах он руководил оркестром Гевандхауз в Лейпциге; однако и Лейпциг пришлось покинуть после прихода нацистов к власти.
Ещё с 1925 года Бруно Вальтер регулярно участвовал в Зальцбургском фестивале, это сотрудничество продолжалось до 1937 года. В 1936—1938 годах Бруно Вальтер возглавлял Венскую государственную оперу, но вынужден был покинуть Австрию после аншлюса. Найдя себе прибежище во Франции, Бруно Вальтер в 1938 году принял французское гражданство, однако после начала Второй мировой войны был вынужден переселиться в США.
Работал со многими крупными американскими оркестрами, включая Чикагский симфонический оркестр, Лос-Анджелесский филармонический оркестр, Нью-Йоркский филармонический оркестр, Филадельфийский оркестр, Симфонический оркестр «Коламбия». Осуществил много записей. После окончания Второй мировой войны Бруно Вальтер так и не вернулся в Германию, в 1946 году принял американское гражданство.

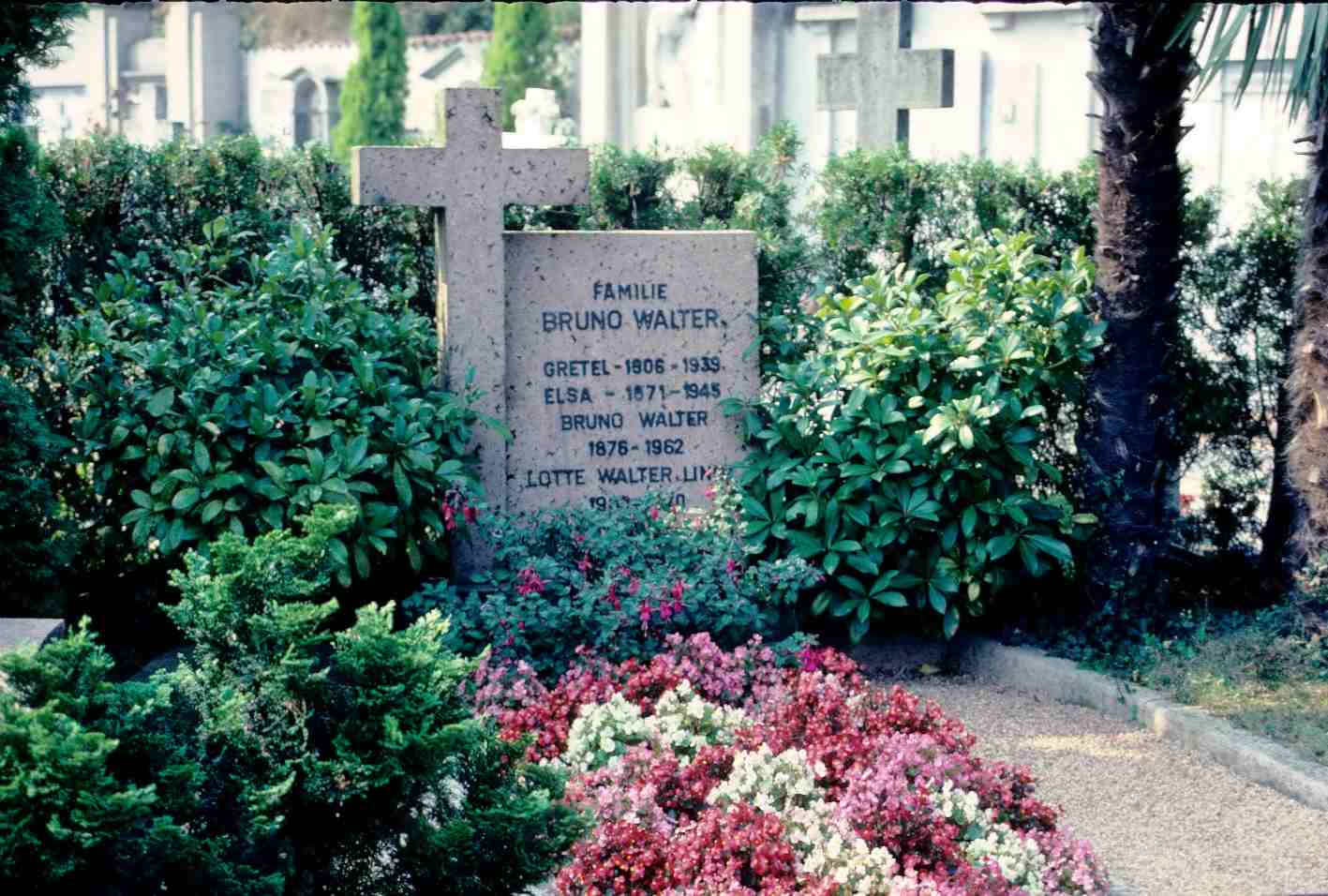
Семейная могила в 1998 году

После войны Бруно Вальтер стал одним из инициаторов создания Международного общества Густава Малера в Вене и с 1955 года, с момента основания, был его почётным председателем.
Последний концерт Бруно Вальтера состоялся 1 ноября 1960 года.
Похоронен в Джентилино в швейцарском кантоне Тичино на кладбище при церкви Св. Авундия в той же могиле, где уже были похоронены его жена Эльза, урождённая Корнек (1871—1945), сопраноистка, и их дочь Маргарита «Гретель» (1906—1939). Там же была похоронена их дочь Лотте (1903—1970).

## Творчество
Бруно Вальтер сделал ряд выдающихся записей, в том числе симфоний Малера. Одна из самых известных записей дирижёра — «Песнь о Земле» 1952 года с контральто Кэтлин Ферриер и Венским филармоническим оркестром. Известно ещё несколько записей этого произведения, в том числе более раннее исполнение 1936 года. Записал также симфонии Малера № 1, 2, 4, 5, 9.
Кроме последних сочинений Малера, Бруно Вальтеру принадлежат также первые исполнения произведений Эриха Вольфганга Корнгольда и Ханса Пфицнера. Под управлением Бруно Вальтера состоялась также зарубежная премьера Симфонии № 1 Дмитрия Шостаковича — 22 ноября 1927 года в Берлине.
Важное место среди записей Бруно Вальтера занимают симфонии Бетховена (в том числе два полных комплекта), Моцарта, Брамса и Брукнера.
Бруно Вальтер выступал также в качестве пианиста-ансамблиста и аккомпаниатора; оставил ряд литературных сочинений, преимущественно мемуарного характера.
Введён в Зал славы журнала Gramophone.

## Литературные сочинения
- Mahlers Weg: ein Erinnerungsblatt. In: Der Merker 3 (1912), 166—171
- Von den moralischen Kräften der Musik. Wien 1935; Dornach 1996, ISBN 3-7235-0844-8
- Gustav Mahler. Ein Porträt. Wien 1936; Wilhelmshaven 1981, ISBN 3-7959-0305-X. (В русском переводе: Густав Малер. Портрет. — Опубликовано в книге: Малер Г. Письма. Воспоминания, М., 1964 (перевод 1-й части кн. «Воспоминания» с немецкого издания 1957).)
- Kunst und Öffentlichkeit. In: Süddeutsche Monatshefte (Oktober 1916), 95-110
- Thema und Variationen. Erinnerungen und Gedanken. Stockholm 1947; Frankfurt am Main 1973, ISBN 3-10-390502-5 (В русском переводе: Тема с вариациями. Воспоминания и размышления, M., 1969 (серия: Исполнительское искусство зарубежных стран, вып. 4).)
- Vom Mozart der Zauberfloete, Fr./M., 1955.
- Von der Musik und vom Musizieren. Frankfurt am Main 1957; ebd. 1976, ISBN 3-10-090506-7 (В русском переводе: О музыке и музицировании. — Опубликовано в сборнике: Исполнительское искусство зарубежных стран, вып. 1, М., 1962.)